# Rafiga Akhundova
Pour les articles homonymes, voir Akhundova.
Rafiga Akhundova (en azéri : Rəfiqə Hacı qızı Axundova), née le 7 août 1931 à Bakou (république socialiste soviétique d'Azerbaïdjan, URSS) où elle meurt le 6 février 2024, est une danseuse de ballet et chorégraphe d’Azerbaïdjan. Elle est distinguée du titre d'Artiste du peuple de la république socialiste soviétique d'Azerbaïdjan (1970).

## Carrière
Après avoir été diplômée de l'école chorégraphique de Bakou, où son professeur était Gamer Almaszade, Rafiga Akhundova suit un stage au Théâtre Bolchoï de Moscou. En 1952, elle commence à travailler au théâtre de Bakou. Elle y travaille pendant 20 ans. Puis elle devient chorégraphe de ce théâtre, et en 1990 elle est promue chorégraphe en chef. Selon les experts, la retraitée Rafiga Akhundova est l'une des fondatrices de la chorégraphie azerbaïdjanaise.

## Rôles
- Tour de la Vierge (A.Badalbeyli),
- Sept beautés,
- Par le sentier du tonnerre (G.Garayev),
- Gulshan (S.Hajibeyov),
- Légende de l'amour (A.Melikov),
- Fontaine de Bakhtchisaray ( B.Asafyev),
- Giselle (A.Adan) et d'autres[3].

## Activité de chorégraphe
Rafiga Akhundova est également une chorégraphe créative. Avec son mari Magsud Mammadov, elle interprète au  Théâtre d'opéra et de ballet d'Azerbaïdjan:
- La Ballade caspienne (T. Bakikhanov),
- Ombres de Gobustan (F. Garayev),
- Yalli, Suite azerbaїdjanaise (R. Hadjiyev),
- Babek (A.Alizade).),
- Casse-Noisette (P.Tchaїkovsky),

et même en 1975-1978, elle s’occupe de la mise en scène des ballets Par le sentier du tonnerre et Sept merveilles de Gara Garayev.

## Décoration
Le 6 août 2021, la chorégraphe, artiste du peuple, boursière présidentielle Rafiga Akhundova reçoit l'ordre de la Gloire pour ses services dans le développement de la culture azerbaïdjanaise.